# Grønjakkerne
Grønjakkerne var en subkultur beslægtet med skinheads. De var også kendt for at være inspirerede af nazisme, fascisme og dansk nationalisme og malede ofte hagekors og racistiske slogans og udtalelser på husvægge.
Subkulturen opstod i løbet af 1980'erne som en gruppe af danske racistiske unge i alderen 12-21 fra Greve , mere specifikt Greve S-togsstation hvor de opholdt sig mest på stationens grillbar. Disse unge var droppet ud af skolen, og brugte i stedet tiden på kriminalitet og voldskriminalitet, hvor en episode rettede sig mod en togvogn, hvor de stjal et større antal grønne pilotjakker i nylonstof, som de begyndte at bære som uniform. I midten af 1980'erne spredte de sig dog fra Greve, til det ellers fredelige Østerbro, hvor de særligt hærgede området omkring Studsgaardsgade i København, med "Lille-Steen" (som han selv kalder sig) i spidsen af ledelsen.
De gik ofte med frisure, hvor håret var enten skaldet eller målte 3-25 mm. og deres påklædning var grønne jakker og militærstøvler. Årsagen til dette var formentlig,[kilde mangler] at udlændinge mere og mere "overtog" Studsgaardsgade, så for at "forsvare" sig blev Grønjakkerne til. En kamp de i sidste ende tabte. Grønjakkerne eksisterede dermed mere eller mindre bare en kortere overgang.
I 1985 bragte TV-avisen et indslag, produceret af den danske journalist Jens Olaf Jersild, hvor han skildrede grønjakkerne. I indslaget kom de til orde med nogle stærkt racistiske udtalelser bl.a. "En nigger, det er ikke et menneske – men et dyr". Der blev ført straffesag mod journalisterne for overtrædelse af racismeparagraffen, den såkaldte grønjakkesag. Journalisterne blev idømt straf ved såvel byretten, landsretten og Højesteret, men Menneskerettighedsdomstolen fandt, at dommen var krænkelse af pressefriheden og dømte Danmark for krænkelse af Menneskerettighedskonventionens artikel 10 om ytringsfrihed.